# Mikayla Mendez
Mikayla Mendez (Burbank, California; 29 de agosto de 1980) es una actriz pornográfica estadounidense.
Comenzó sus apariciones en el cine porno en 2003 cuando tenía 23 años, y desde entonces ha aparecido en más de 320 películas. Es de origen mexicano.
Comenzó su carrera simplemente como Mikayla hasta que firmó con Wicked Pictures en 2008, convirtiéndose en la primera latina en tener un contrato de exclusividad con la compañía.
En 2009, decidió abandonar su carrera por motivos personales.

## Premios y nominaciones
- 2010 AVN Award. Mejor escena de sexo en grupo por 2040.[6]
- 2009 AVN Award. Nominación – Mejor escena de sexo en grupo – The Wicked[7]
- 2009 AVN Award. Nominación – Mejor escena de trío lésbico – No Man's Land 43[7]